# Palácio das Esmeraldas
O Palácio das Esmeraldas localiza-se na Praça Cívica de Goiânia, capital do estado brasileiro de Goiás. É a sede oficial do governo do estado e residência oficial do governador de Goiás desde 1937.É assim chamado devido à cor verde-esmeralda da fachada.

## História
Tombado pelo Estado e pelo Município, o Palácio das Esmeraldas é o mais significativo bem cultural da cidade. Logo depois de lançar a pedra fundamental de Goiânia, em outubro de 1933, o interventor Pedro Ludovico Teixeira autorizou a construção do prédio.
O projeto de Atílio Corrêa Lima começou a ser executado pela firma P. Antunes e Cia., e transferido em 1935 para a empresa dos irmãos Jerônimo e Abelardo Coimbra Bueno. A construção foi finalizada somente em março de 1937. Um dos fatos mais marcantes e dignos  de nota da história do palácio foi ter o edifício sido concebido como personagem de uma peça de teatro. Intitulada de revista teatral 'Goiânia' (1938). 'Goiânia', a peça, é um musical cujo texto foi redigido, ao longo de 1936 e 1937, pelo poeta  Vasco dos Reis Gonçalves (que, uma vez eleito à Constituinte Goiana no ano 1934, assumiu a interventoria federal do Estado, em substituição a Ludovico, no período de 19 de julho a 3 de agosto); já as suas 36 músicas criadas pelo maestro e compositor vilaboense Joaquim Édison Camargo. Dirigida que fora pelo capitão Walfredo de Campos Maia (pai do ator e diretor Wolf Maia). 
De 1937 até os dias atuais, nenhum governante deixou de ocupar suas dependências. O Palácio das Esmeraldas tornou-se o principal cenário dos acontecimentos políticos, por ser a sede dos despachos oficiais e dos eventos sociais e ainda por servir de residência ao governador do Estado e à primeira-dama.

## Estrutura

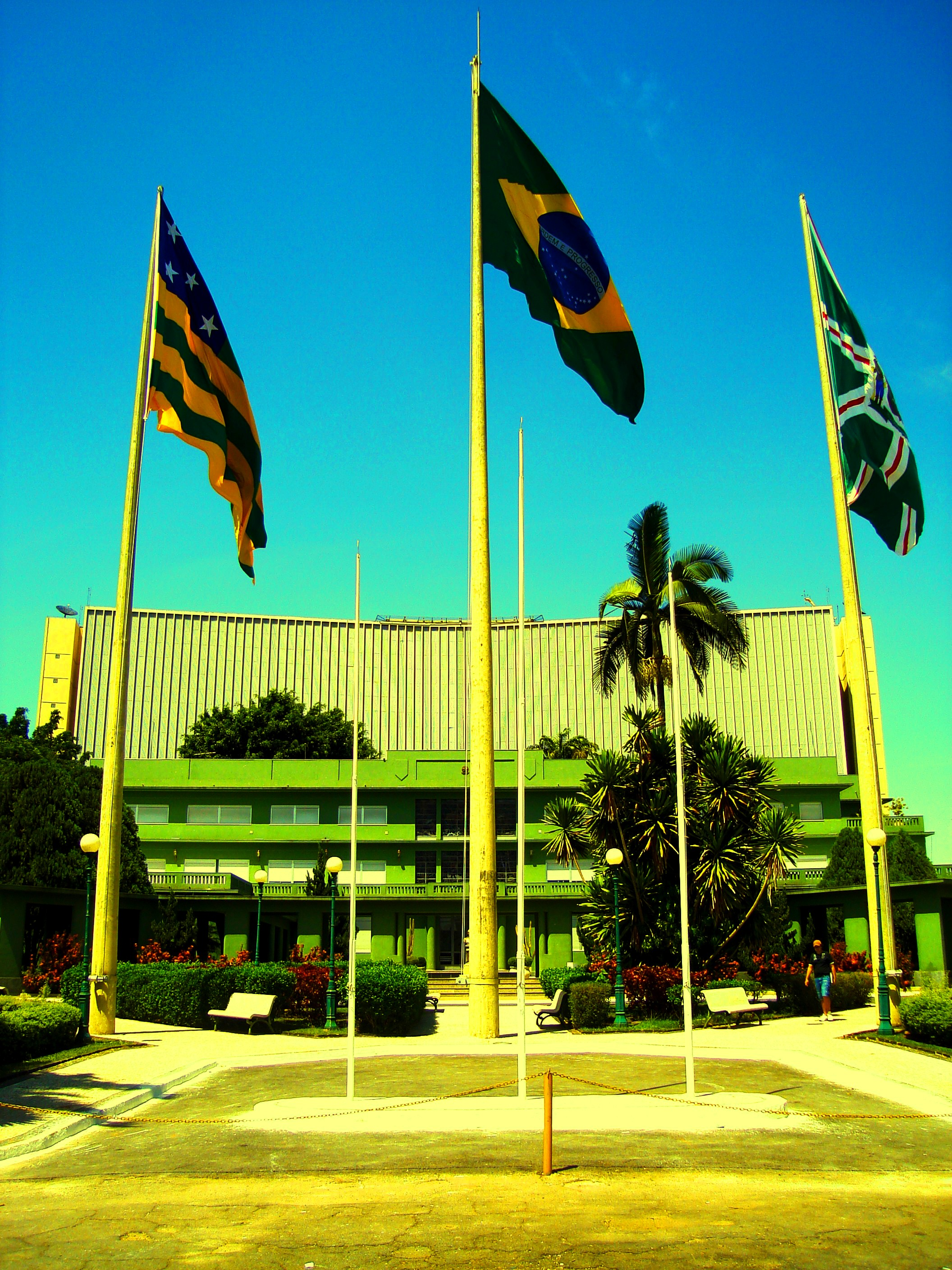
Fachada do Palácio das Esmeraldas, sede do governo do estado de Goiás

Da primeira e glamourosa festa realizada no salão nobre Gercina Borges Teixeira, no último dia de julho de 1937, muitas outras se seguiram. Bailes, saraus, visitas de pessoas importantes, velórios, decisões políticas, momentos de tensão. São muitos os fatos que fazem parte da memória histórica do Palácio das Esmeraldas.

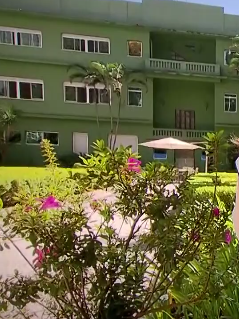
Os jardins do Palácio.

Possui jardins inspirados nos do Palácio de Versalhes, tendo postes em art déco e possui jabuticabeiras em sua vegetação.
No andar de cima do palácio, localiza-se uma sacada de onde os governadores faziam os seus discursos para a população. Atualmente, é utilizado na "comemoração de reeleição" dos governadores do estado. Hoje o palácio é uma das principais atrações de Esmeraldas.